# Mattia Felici
Mattia Felici (Roma, 17 aprile 2001) è un calciatore italiano, attaccante o centrocampista del Cagliari.

## Caratteristiche tecniche
Felici è principalmente un'ala sinistra, anche se può giocare in diversi ruoli offensivi, o anche come esterno sinistro a centrocampo.

## Carriera
Inizia la carriera da giocatore nella squadra dilettantistica locale della S.S.D. Pro Roma Calcio. Dopo un'ottima stagione passa alla GSD Nuova Tor Tre Teste, prima di approdare nel settore giovanile del Lecce nel 2018, inizialmente in prestito.
Fa il suo debutto da professionista con il Lecce il 23 marzo 2019, sostituendo al 70' Panagiotis Tachtsidis nella vittoria per 7-0 in Serie B sull'Ascoli. Viene ingaggiato definitivamente dal Lecce alla fine della stagione e successivamente ceduto in prestito al Palermo, club di Serie D, per la stagione 2019-20. Qui l'esterno si afferma come titolare, aiutando la squadra a riconquistare la promozione in Serie C.
Tornato al Lecce nel luglio 2020, Felici non riesce a debuttare in prima squadra durante il campionato di Serie B 2020-21, così come nella prima metà della stagione successiva, a causa di una serie di infortuni. Il 5 gennaio 2022 viene ceduto in prestito al Palermo, ora in Serie C, per un biennio, con diritto di riscatto. Tuttavia, al termine del campionato, il 21 luglio 2022 Felici risolve di comune accordo sia il prestito che il contratto con il Lecce.
Un paio di giorni dopo, viene ingaggiato definitivamente dalla Triestina, squadra di Serie C, con un contratto triennale. Nonostante il coinvolgimento della squadra nella lotta per non retrocedere, dall'inizio della stagione 2022-23 Felici si è affermato come titolare regolare e uno dei giocatori più importanti del club. Il 30 novembre 2022, viene espulso per comportamento violento contro l'arbitro Dario Madonia nella sconfitta per 2-0 in campionato contro il Piacenza, ricevendo una squalifica per quattro partite. Il 22 aprile 2023 segna uno dei gol nella vittoria per 2-1 in campionato contro la Pergolettese, che permette alla Triestina di raggiungere i play-out; la squadra riesce infine a sconfiggere il Sangiuliano City, ottenendo la permanenza in terza divisione.
Il 30 luglio 2023 Felici passa alla Feralpisalò, neopromossa in Serie B, con contratto di prestito stagionale con diritto di riscatto che potrebbe trasformarsi in obbligo una volta raggiunti determinati obiettivi. Il passaggio a titolo definitivo è formalizzato l'8 gennaio 2024. Nonostante i suoi quattro gol e cinque assist messi a referto in 36 partite di campionato, a fine stagione la squadra retrocede nuovamente in Serie C.
Il 10 luglio del 2024, Felici si unisce al Cagliari firmando un contratto di tre anni con opzione per due stagioni aggiuntive. L'accordo prevede un costo di due milioni per il cartellino del giocatore con l'aggiunta del prestito di Nicolò Cavuoti alla Feralpisalò. Il 31 agosto esordisce con gli isolani e contestualmente anche in Serie A nella partita persa per 1-0 in casa del Lecce, subentrando nella ripresa a Paulo Azzi.

## Statistiche

### Presenze e reti nei club
Statistiche aggiornate al 24 maggio 2025.
| Stagione        | Squadra         | Campionato      | Campionato | Campionato | Coppe nazionali | Coppe nazionali | Coppe nazionali | Coppe continentali | Coppe continentali | Coppe continentali | Altre coppe | Altre coppe | Altre coppe | Totale | Totale |
| Stagione        | Squadra         | Comp            | Pres       | Reti       | Comp            | Pres            | Reti            | Comp               | Pres               | Reti               | Comp        | Pres        | Reti        | Pres   | Reti   |
| --------------- | --------------- | --------------- | ---------- | ---------- | --------------- | --------------- | --------------- | ------------------ | ------------------ | ------------------ | ----------- | ----------- | ----------- | ------ | ------ |
| 2018-2019       | Lecce           | B               | 1          | 0          | CI              | 0               | 0               | -                  | -                  | -                  | -           | -           | -           | 1      | 0      |
| 2019-2020       | Palermo         | D               | 25         | 4          | CI-D            | 0               | 0               | -                  | -                  | -                  | -           | -           | -           | 25     | 4      |
| 2020-2021       | Lecce           | B               | 0          | 0          | CI              | 0               | 0               | -                  | -                  | -                  | -           | -           | -           | 0      | 0      |
| 2021-gen. 2022  | Lecce           | B               | -          | -          | CI              | 1               | 0               | -                  | -                  | -                  | -           | -           | -           | 1      | 0      |
| Totale Lecce    | Totale Lecce    | Totale Lecce    | 1          | 0          |                 | 1               | 0               |                    | -                  | -                  |             | -           | -           | 2      | 0      |
| gen.-giu. 2022  | Palermo         | C               | 11         | 1          | CI-C            | -               | -               | -                  | -                  | -                  | -           | -           | -           | 11     | 1      |
| Totale Palermo  | Totale Palermo  | Totale Palermo  | 36         | 5          |                 | 0               | 0               |                    | -                  | -                  |             | -           | -           | 36     | 5      |
| 2022-2023       | Triestina       | C               | 27+2       | 4          | CI-C            | 1               | 0               | -                  | -                  | -                  | -           | -           | -           | 30     | 4      |
| 2023-2024       | Feralpisalò     | B               | 36         | 4          | CI              | 2               | 1               | -                  | -                  | -                  | -           | -           | -           | 38     | 5      |
| 2024-2025       | Cagliari        | A               | 20         | 0          | CI              | 2               | 0               | -                  | -                  | -                  | -           | -           | -           | 22     | 0      |
| Totale carriera | Totale carriera | Totale carriera | 122        | 13         |                 | 6               | 1               |                    | -                  | -                  |             | -           | -           | 128    | 14     |

## Palmarès

### Competizioni nazionali
- Serie D: 1

Palermo: 2019-2020 (Girone I)